# Technologie

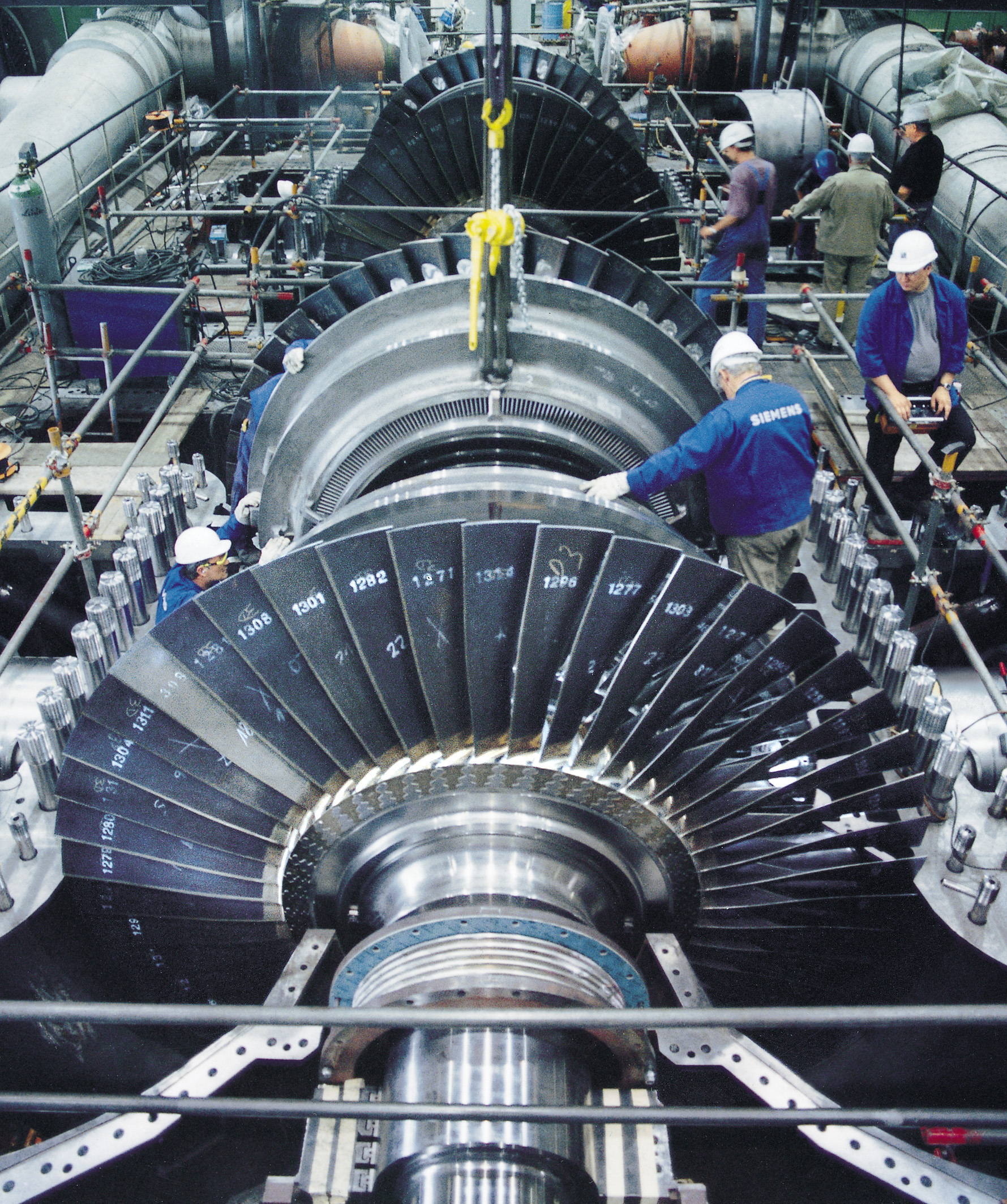
Een stoomturbine met geopende behuizing. Deze turbines produceren het merendeel van de elektriciteit die tegenwoordig wordt gebruikt. Elektrificatie wordt beschouwd als een van de belangrijkste technische successen van de 20e eeuw.

Technologie (Grieks: τέχνη: 'vakmanschap' en λογία: 'theorie') is het geheel aan technieken, vaardigheden, methoden en processen dat gebruikt wordt voor de productie van goederen en diensten, of ter verwezenlijking van een doel, bijvoorbeeld wetenschappelijk onderzoek. Technologie manifesteert zich in fysieke objecten en in organisatievormen. Ze maakt deel uit van de samenleving en ontwikkelt zich in nauwe samenhang met andere menselijke uitingen.
De eenvoudigste vorm van technologie is de ontwikkeling en het gebruik van werktuigen. Na de prehistorische ontdekking van vuurbeheersing, en de latere neolithische revolutie, kreeg de mens met behulp van werktuigen een grotere controle over zijn voedselbronnen. De uitvinding van het wiel stelde de mens vervolgens in staat om te reizen en de omgeving sterker te beïnvloeden. Door latere technologische ontwikkelingen, zoals de uitvinding van de drukpers, de telefoon en het internet, konden mensen over grotere afstanden met elkaar communiceren.
Technologie ligt aan de basis van de geavanceerde economieën, die samen de huidige wereldeconomie vormen, en is een centrale component van het dagelijks leven, zowel op de werkvloer als in de vrije tijdsbesteding. Veel technologische processen produceren ongewenste bijproducten (vervuiling). Innovaties op het gebied van technologie beïnvloeden waarden binnen een samenleving, en werpen vaak ethische vragen op. Bijvoorbeeld de opkomst van het begrip efficiëntie in termen van menselijke productiviteit, of nieuwe uitdagingen binnen de bio-ethiek.
Vanaf de industriële revolutie ontstonden filosofische debatten over het gebruik van technologie. Onenigheid bestaat over de vraag of technologie de menselijke staat verbetert of verslechtert. Het neoluddisme, het anarchoprimitivisme en andere reactionaire bewegingen bekritiseren de alomtegenwoordigheid van technologie, met als argument dat ze het milieu schaadt en sociale vervreemding vergroot. Een ideologie als het transhumanisme beschouwt technologische vooruitgang juist als gunstig voor de mens en de samenleving.

## Algemeen
Het algemene idee van technologie is dat het iets te maken heeft met het produceren van nieuwe, vernuftige, innovatieve dingen. Vaak wordt "technologie" vereenzelvigd met "high-tech": computerachtige apparaten met chips, flitsende lampjes en dergelijke, en waarvan de productie wetenschappelijke kennis vereist.
Formeler beschouwd is "technologie" het op systematische manier toepassen van nieuwe, natuurwetenschappelijke of andere georganiseerde kennis, ten behoeve van praktische doeleinden. De wetenschap heeft bijvoorbeeld ontdekt dat een elektrische stroom een magnetische flux veroorzaakt, en dat bovendien deze flux een evengrote tegenflux oproept. Technologie gebruikt een dergelijk mechanisme om met elektriciteit een staafje rond te laten draaien. Technologie bestaat eruit te bedenken hoe zo'n staafje en zo'n apparaat te bouwen, en hoe er veilige mesjes aan te bevestigen. Het resultaat is een technologisch product: een elektrisch scheerapparaat.
Als technologie wordt beschouwd als het opbouwen van een stuk techniek vanuit wetenschappelijke kennis, dan is de stap snel gemaakt om technologie ook te beschouwen als het geheel van de processen die techniek voortbrengen vanuit kennis. Wanneer economen of politici spreken van technologie, bedoelen ze het vermogen van de mens om vanuit bestaande kennis nieuwe producten te maken.
Van Dale zegt over technologie het volgende:
tech·no·lo·gie (de ~ (v.), ~ën)
1. leer van de handelingen waardoor de mens de voortbrengselen van de natuur tot stoffen verwerkt tot bevrediging van zijn behoeften
2. systematische toepassing van een wetenschap in de techniek[3]

De eerste definitie voegt aan bovenstaande inleiding nog een dimensie toe: technologie wordt, behalve door wetenschappelijke kennis, ook gedreven door de menselijke vraag. Technologie is daarbij niet alleen de slimme jongen die nieuwe wetenschappelijke kennis in een  innovatief product te gelde maakt. De mens vraagt ook om innovatieve producten, én om de uitbreiding van de wetenschappelijke kennis waardoor nieuwe, gewenste technieken mogelijk worden. 
Door de groeiende menselijke kennis en haar toepassing, leven mensen langer. En hoe meer de mens weet en kan, hoe meer hij wil. Mensen weten dat het hart hen in leven houdt. En als het niet meer werkt, dan willen mensen een vervangend hart kunnen krijgen om in leven te blijven. En kan het niet via transplantatie, dan willen ze een kunsthart. Hetzelfde geldt voor andere vitale organen als de lever, de longen of de nieren. Mensen willen daarnaast niet alleen oud worden en blijven leven, maar ook kwaliteit van leven. Zijn de knieën of heupen versleten, dan willen ze een kunstgewricht. Of een rollator om ze te ondersteunen. De mens levert de vraag waaraan de technologie wil voldoen. Desnoods door de wetenschap in te schakelen om de gaten op te vullen die de bestaande technologie openlaat.
Verder kan technologie ook gedefinieerd worden als het geheel van processen ten behoeve van het voortbrengen van producten en diensten die de maatschappij ter beschikking staan. Deze definitie is een uitbreiding op de eerdere: de technologie bedient niet alleen de mens als individu (of groep van individuen), maar ook de maatschappij als geheel. En niet alleen dat, maar de maatschappij als geheel stelt vragen aan en over de technologie en de achterliggende wetenschap. Sterker nog, de maatschappij vormt gedeeltelijk de wetenschap en technologie -- en zij vormen weer gedeeltelijk de maatschappij.

## Geschiedenis

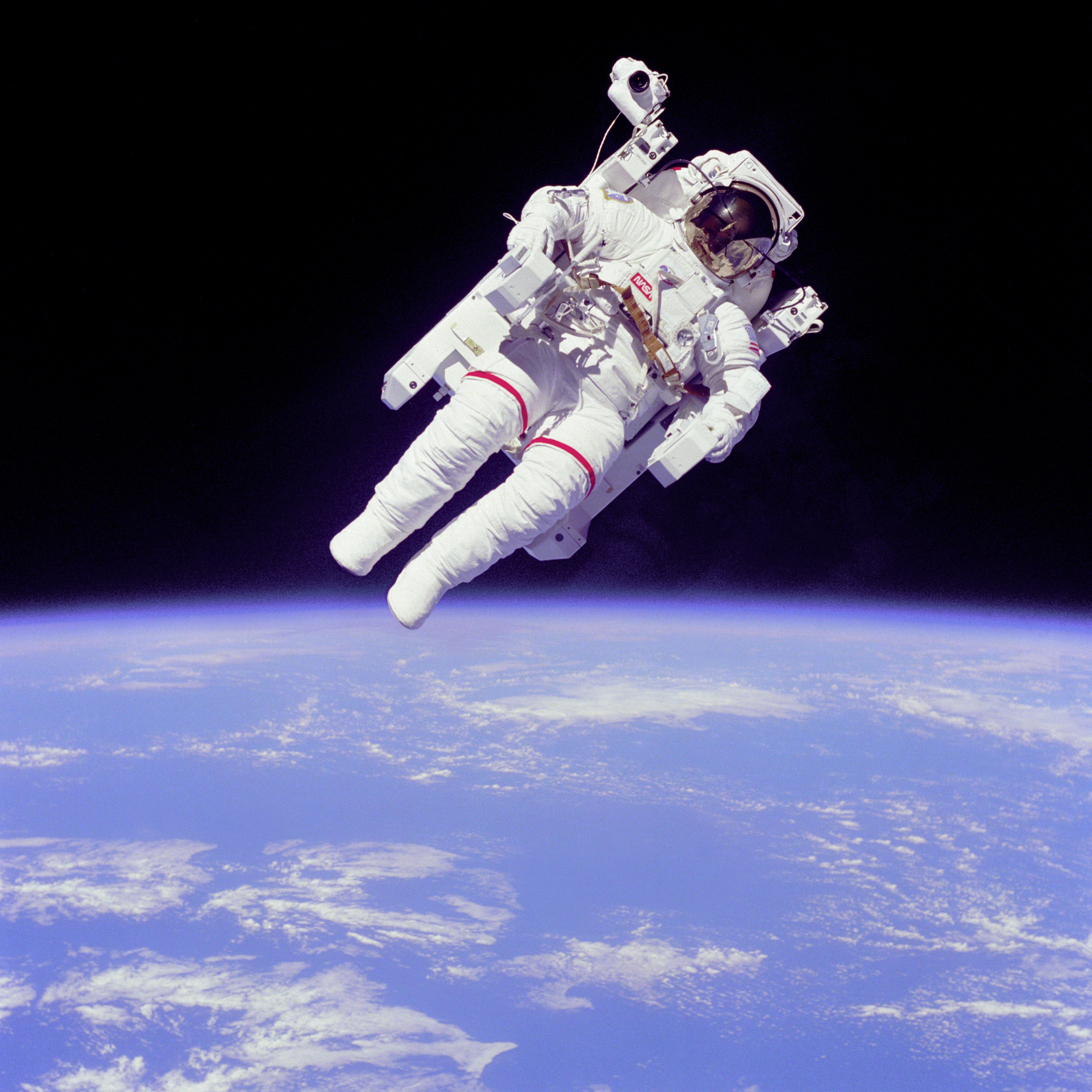
Halfweg de 20e eeuw is het de mens gelukt om met de technologie de aarde te verlaten om de ruimte te verkennen.

De geschiedenis van de technologie is de geschiedenis van de uitvinding van gereedschappen en hun toepassingen. Kennis en techniek hebben de mens in staat gesteld nieuwe dingen te ontwikkelen, en technologie heeft de wetenschap in staat gesteld nieuwe gebieden te verkennen.
De technologische groei van de mensheid is nauw verwant met het verloop van de geschiedenis. Ging technologische ontwikkeling in het begin nog langzaam, tegenwoordig gaan de ontwikkelingen razendsnel. De innige band tussen technologie en de ontwikkeling van de maatschappij is wederzijds versterkend en versnellend.
Het begrip "technologie" werd voor het eerst gebruikt door Johann Beckmann, in 1772.

## Verschillende ideologische visies op technologie
Tijdens de verlichting ontstond, vanuit een vooruitgangsgeloof, de overtuiging dat technologie en wetenschap de mens naar een betere wereld zouden brengen. Het daaropvolgende tijdperk van de romantiek was kritischer tegenover de technologie en haar gevolgen. Tot op de dag van vandaag is er sprake van een ambivalente houding tegenover de technologische ontwikkelingen.
- De positieve benadering benadrukt een hogere productie en levensstandaard, en meent dat wetenschap en techniek de mens bevrijden van armoede, ziekte en gebrek. In deze visie beheerst de mens bestaande en nieuwe technieken. Ongewenste neveneffecten worden idealiter middels zuiver technologische oplossingen verholpen.

- De opvatting die techniek als bedreigend ziet, betreurt de tendens tot standaardisering, de verheerlijking van efficiëntie (rationalisatie), het steeds onpersoonlijker worden van veel sociale relaties, en de vrees voor de onbeheersbaarheid van nieuwe technologische ontwikkelingen.

## Gerelateerde onderwerpen

### Technologie versus wetenschap
Zoals reeds besproken, is - misschien het belangrijkste - verschil tussen technologie en wetenschap, dat technologie niet kan bestaan zonder een maatschappelijke context. Wetenschap bestudeert een vakgebied, en is gericht op het vergaren van kennis omwille van de kennis. Aan technologie zit een wetenschappelijke kant, maar technologie wordt uiteindelijk gedefinieerd door het gebruik van opgedane kennis -- en vervolgens door een samenleving die daarvan profijt heeft, en erdoor beïnvloed wordt.

### Technologie gedreven door de maatschappij
Zoals eerder opgemerkt is het bestaansrecht van de technologie gebaseerd op het gegeven dat er mensen zijn (individuen of groepen) die profijt willen hebben van opgedane, wetenschappelijke kennis.
Technologie ontwikkelt zich het snelst op plekken waar veel mensen dicht op elkaar wonen. Waar mensen wonen, worden vragen gesteld, worden noodzaken duidelijk -- en worden die vragen opgemerkt en vervolgens beantwoord door mensen die daartoe in staat zijn. Technologie is een gevolg van een behoefte, maar ook van het aanwezig zijn van mensen die in die behoefte kunnen voorzien. En de kans op die combinatie wordt groter naarmate mensen dichter op elkaar wonen. Er is een direct verband tussen verstedelijking en technologische vooruitgang. Sterke, technologische ontwikkeling is een kenmerk van een volk dat een samenleving is geworden, dat niet langer uit jagers en verzamelaars bestaat maar langere tijd op een plek is blijven wonen.
Tegelijkertijd maakt technologie het een maatschappij vaak mogelijk om zichzelf uit te breiden. Vormt een samenleving zich vaak uit de noodzaak om samen sterk te staan, een verdediging tegen de elementen te hebben die bestaat uit grote aantallen verenigd tot een groep, technologie maakt het een samenleving vaak mogelijk om het leven te vergemakkelijken, veraangenamen. Uiteindelijk kan technologie het zelfs mogelijk maken voor leden van een samenleving om de centrale woonkern van de samenleving te verlaten en toch onderdeel van de maatschappij te blijven. Paradoxaal genoeg kan technologie ertoe leiden dat de samenleving -- de mensen die samen gingen wonen ter onderlinge verdediging en ondersteuning -- niet meer samenleeft.

### De maatschappij gedreven door technologie
Het meest gebruikelijke beeld is dat van de technologie als middel, dat door de mens wordt ingezet voor bepaalde doelen. In dit perspectief wordt de technologie gedreven door de maatschappij (zie 3.2).
Jacques Ellul en Martin Heidegger en een aantal  techniekfilosofen, stelden dat de maatschappij andersom ook wordt gedreven door de reeds ontwikkelde technologie. Techniek is dan meer dan alleen een middel, ze is autonoom, en kent geen doel waaraan zij ondergeschikt zou zijn.
Volgens deze denkers beïnvloeden wetenschap en verschillende soorten techniek elkaar in een moeilijk voorspelbare richting. De ontwikkeling van de techniek wordt niet gedomineerd door menselijke, maar door technische wensen. Vanuit de techniek bestaat de tendens alles te realiseren wat tot de mogelijkheden behoort, ongeacht noodzaak, en zonder morele overwegingen. Eenmaal ontwikkelde technologie heeft intrinsiek zijn eigen effecten en nodigt uit tot een bepaald gebruik ervan. Als de technologische mogelijkheid bestaat een atoombom te ontwikkelen, zal dat ook gebeuren, en zal deze waarschijnlijk ook worden ingezet. Als de technologie beschikbaar is om de hulpbronnen van de aarde uit te putten, wordt het aanlokkelijk om dit ook te doen. De gevolgen van veel technische ontwikkelingen zijn onvoorzien en kunnen niet worden beheerst. Het geheel van alle technische middelen tezamen dreigt onbeheersbaar te worden.
Techniek ontwikkelt zich volgens dit perspectief dus autonoom en onvoorspelbaar. Technologie heeft een eigen wetmatigheid, die aan bewuste maatschappelijke sturing ontsnapt. Sterker nog, techniek stuurt de maatschappij en schept een nieuwe cultuur. Individuen en culturen kunnen zich slechts onderwerpen aan deze autonome en onherroepelijke technische ontwikkeling. De sociale verhoudingen en de richting van de maatschappelijke ontwikkeling zouden door de technologie bepaald worden. Deze opvatting staat ook wel bekend als het technologisch determinisme.

### Technologie bekritiseerd door de maatschappij

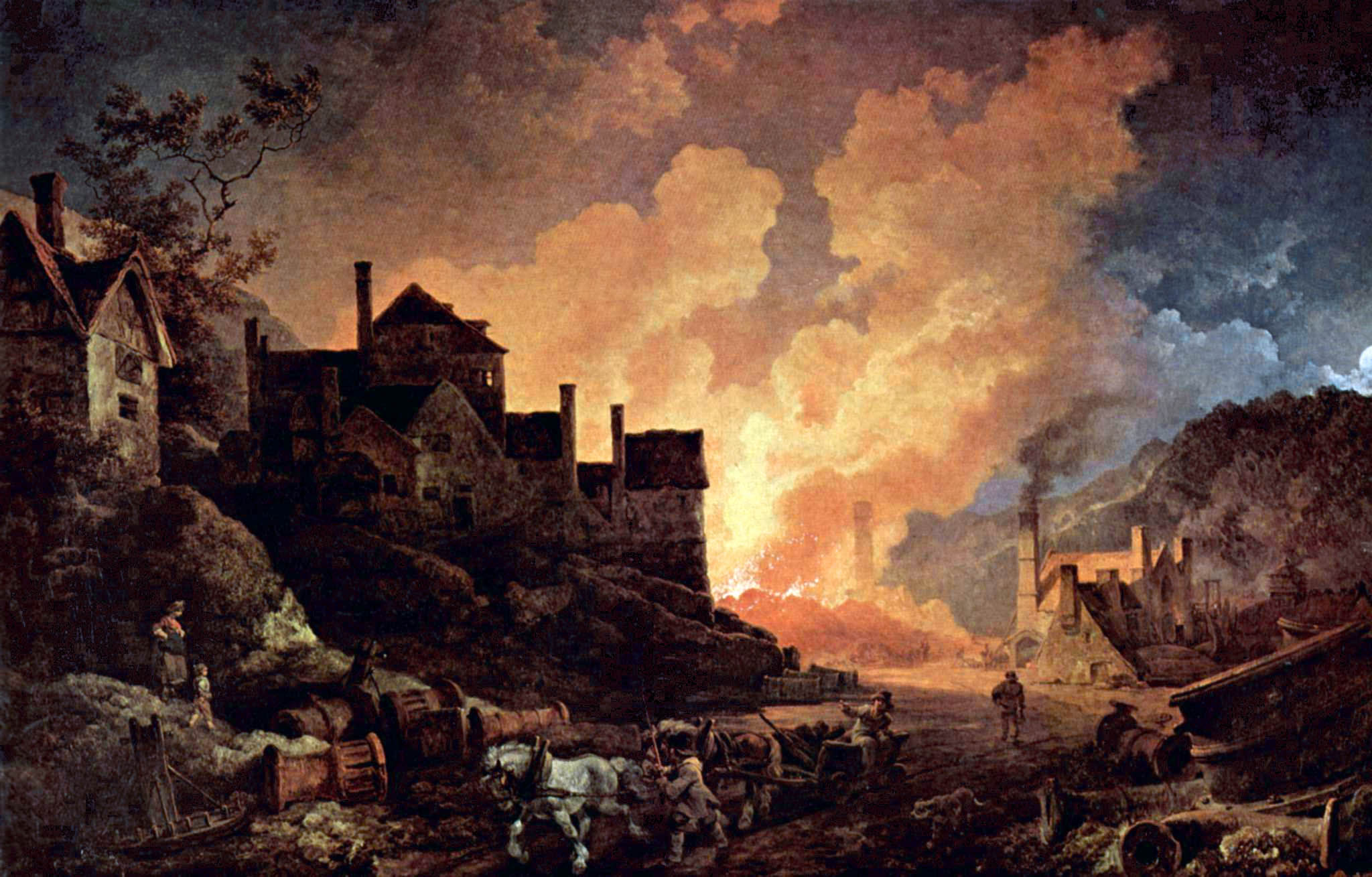
Coalbrookdale 's nachts, 1801 :
Artiest: Philip James de Loutherbourg.

Vrijwel iedere belangrijke technologische ontwikkeling -- zeker de ontwikkelingen die een enorme impact gehad hebben op de maatschappij -- is het mikpunt geweest van felle kritiek.
Tijdens de industriële revolutie nam de rol van technologie en industrie snel toe. Al op dat moment verzetten de Luddieten zich hiertegen omdat zij de technologie zagen als een gevaar voor mens, economie en milieu.
In het ontstaan van het milieuvraagstuk speelt technologie een belangrijke rol. Mede door de opkomst van wetenschap en techniek wordt de natuur meer en meer gezien als materiaal voor het menselijke handelen. De natuur wordt slechts beschouwd als bron van energie en grondstoffen voor de moderne grootschalige techniek en industrie. Met behulp van technologie worden de hulpbronnen van de aarde benut en uitgeput.
Door moderne technologische ontwikkelingen kreeg de mens versneld een duidelijker inzicht in de hem omringende wereld, en kon hij gemakkelijker in contact treden met anderen. De uitvinding van de auto en het vliegtuig maakten de mens mobiel, de telefoon maakte hem bereikbaar. Maar met gemotoriseerde voertuigen kwam milieuvervuiling, met makkelijke communicatie de (werk)stress en, als reactie hierop, de zucht naar rust in het leven.
Dergelijke kritiek is kenmerkend voor een technologie die is ingebed in de maatschappij. Ze is een teken dat technologische ontwikkeling de menselijke ontwikkeling een stap verder heeft geholpen, met een grotere onafhankelijkheid ten opzichte van de natuur, en de toegenomen mogelijkheid voor de mens zijn eigen lot te bepalen, en niet een speelbal te zijn van alles wat er op hem afkomt. Dat de mens daarbij "verveeld" begint te raken is niet per se iets slechts. Kritiek dwingt de technologie als proces om zich aan te passen aan de nieuwe maatschappij, en een nieuwe manier van doen te ontwikkelen. En om zo de cyclus van wederzijdse beïnvloeding van maatschappij en technologie opnieuw te beginnen.

### Technologie in de toekomst
Toekomstige technologische ontwikkelingen kunnen niet zonder meer worden geëxtrapoleerd (voorspeld) vanuit het verleden. Technologische en wetenschappelijke ontdekkingen zijn nauw verweven met economische en maatschappelijke ontwikkelingen. Toch is er wel een aantal tendenzen aan te geven.
- De doorontwikkeling van communicatie- en computerapparatuur richting mobiliteit zal mobiele apparaten gebruiksvriendelijker maken, en met meer gebruiksmogelijkheden, om zo het verschil met de niet-mobiele varianten weg te werken. Een voorbeeld is de ontwikkeling van elektronisch papier.

- Het milieuvraagstuk zal leiden tot bijvoorbeeld meer groene energie-opwekking, voertuigen die niet meer van verbrandingsmotoren afhankelijk zijn, en de aanleg van wegen, gemaakt van geluiddempende materialen.

- Vergrijzing in Europa zal waarschijnlijk leiden tot een verdere ontwikkeling van de biomedische technologie, een nog tamelijk nieuwe vakwetenschap, en tot robotisering van de ouderenzorg.

- Op het gebied van defensie zal de integratie van communicatie- en wapentechnologie verder ontwikkeld worden, naast de introductie van robotische wapenvoertuigen om gewonde soldaten van het slagveld te halen.

Verder dan een paar jaar vooruit valt er, om twee redenen, weinig te voorspellen:
- De aard van de vraag naar technologie: waarom faalde de videodisc en werd de cd een succes? Waarom is de vraag naar veiligheid op het moment van dit schrijven hoog en een paar jaar geleden niet?
- De toekomstige mogelijkheden van de wetenschap zijn onbekend. Soms heeft iemand een briljant idee, zoals de laser. Soms duurt het jaren om de juiste oplossing te vinden, zoals bij de ontwikkeling van de computer.

Daarnaast is de procesvorming onzeker. Zakelijke belangen kunnen de acceptatie van technologieën bevorderen, bijvoorbeeld de manier waarop Philips de cd introduceerde; of hinderen: Betamax faalde voornamelijk omdat Sony erg tegengewerkt werd. Ook de opkomst van nieuwe spelers in de technologie, naast de overheid en het zakenleven -- open source bewegingen bijvoorbeeld --, kunnen de ontwikkelingen beïnvloeden.